# Сумбе (Казахстан)
Су́мбе (каз. Сүмбе) — село у складі Райимбецького району Алматинської області Казахстану. Адміністративний центр Сумбинського сільського округу.
Населення — 2468 осіб (2021; 2978 у 2009, 3383 у 1999, 3597 у 1989).